# Ложбан
Ложбан (МФА: [ˈloʒban], повна офіційна назва Ложбан: реалізація логлану) — це штучна мова, яка була створена 1987 року Групою Логічної Мови та ґрунтується на логлані. Під час створення основною ціллю була повніша, вільно доступна, зручна для використання мова. ISO 639 код, що відповідає ложбану — jbo.

## Основні риси мови
Ця мова має багато спільних з логланом цілей та рис, а саме:
- має граматику, що ґрунтується на логіці предикатів та може точно висловлювати складні логічні конструкції;
- не має винятків чи двозначностей у вимові чи граматиці, а таким робом легко піддається синтаксичному аналізу за допомогою комп'ютера;
- спроєктована якомога культурно нейтральною;
- легка у вивченні та використанні порівняно з іншими природними мовами;
- має широку систему вираження та передавання емоцій у змісті.

Оскільки початковою ціллю проєкту «логлан» було перевірення гіпотези Сепіра-Ворфа, жвава спільнота ложбану поставила перед собою додаткові цілі:
- загальні дослідження в мовознавстві;
- дослідження штучного інтелекту та комунікація з машинами;
- дослідження комп'ютерного перекладу текстів природними мовами;
- використання мови, як знаряддя навчання;
- власна творчість.

## Правопистафонологія
Абетка ложбану складається з 26 букв: ' , . a b c d e f g i j k l m n o p r s t u v x y z; тобто, з латинської абетки без трьох букв h q w, але з трьома додатковими буквами. Вищевказаний порядок навмисне збігається з порядком букв в ASCII.
Великі букви також використовуються, але лише для позначення наголошеного голосного в слові, у якому наголос нестандартний (наприклад, у власних назвах). Великі букви не вважаються в абетці окремими. За вибором великими буквами пишеться наголошена голосна або весь наголошений склад; наприклад, ім'я «Жозефін» може бути написане як DJOzefin. або djOzefin. За правилами ложбану, без написання великих букв мав бути наголошений склад 'ze'.
| Буква             | IPA        | Пояснення щодо вимови             |
| ----------------- | ---------- | --------------------------------- |
| '                 | h, θ       | як th у англ. thing               |
| ,                 | .          | розмежувач складів                |
| .                 | ʔ          | павза                             |
| a                 | a, ɑ       | а                                 |
| b                 | b          | б                                 |
| c                 | ʃ, ʂ       | ш                                 |
| d                 | d          | д                                 |
| e                 | ɛ, e       | е                                 |
| f                 | f, ɸ       | ф                                 |
| g                 | g          | ґ                                 |
| i, перед голосною | j          | й                                 |
| i, інакше         | i          | і                                 |
| j                 | ʒ, ʐ       | ж                                 |
| k                 | k          | к                                 |
| l                 | l, l̩       | л (ль)                            |
| m                 | m, m̩       | м                                 |
| n                 | n, n̩, ŋ, ŋ̩ | н (нь)                            |
| o                 | o, ɔ       | о                                 |
| p                 | p          | п                                 |
| r                 | r, ɹ       | р                                 |
| s                 | s          | с                                 |
| t                 | t          | т                                 |
| u, перед голосною | w          | як в у слові спів чи білоруське ў |
| u, інакше         | u          | у                                 |
| v                 | v, β       | як в у вир                        |
| x                 | x          | х                                 |
| y                 | ə          | шва, як a в англ. about           |
| z                 | z          | з                                 |

## Граматика ложбану
У ложбані є три частини мови: brivla для загальних назв та дієслів, cmene для власних назв та cmavo для службових часток: артиклів, цифр, індикаторів та інших модифікаторів такого типу. У ложбані немає прикметників чи прислівників у тому самому значенні, як їх мають індо-європейські мови. Brivla незмінні в множині, особі чи числі; числа позначаються окремим cmavo, граматично числа відсутні. Усі brivla, за винятком декількох запозичень (наприклад alga), містять щонайменше п'ять букв.
Як і належить логічній мові, ложбан має великий вибір сполучників. Логічні сполучники бувають у різних формах, залежно від того, що вони поєднують: sumti (рівнозначні іменникам), selbri (слугують дієсловами; будь-яке brivla може стати selbri), частини tanru (найближчий рівнозначник української мови — словосполучення) чи частини речень.